# Боргонья, Хуан де
Хуан де Боргонья (исп. Juan de Borgoña; 1470, Герцогство Бургундия — 1534, Альбасете, Кастилия-Ла-Манча) — испанский художник эпохи Возрождения.

## Биография
Хуан де Боргонья родился в Бургундском герцогстве, вероятно, незадолго до того, как оно перестало существовать как отдельное государство. Его прозвище «Боргонья» означает «бургундец». Он работал в Испании по крайней мере с 1495 (этим годом датируется по упоминаниям в документах его наиболее ранняя подтвержденная работа) по 1536 год.
Хуан де Боргонья работал в Толедо, где создавал, в частности, работы для Толедского собора и находившегося при соборе монастыря. Религиозные сцены Боргоньи хорошо сбалансированы, фигуры тонко прорисованы и изображены в элегантных, спокойных позах. Фоном для основного действия на картинах Боргоньи служат либо расшитые золотом драпировки, либо уходящий вдаль детально прописанный скалистый пейзаж.
Этого Хуана де Боргонью не следует путать с его полным тёзкой, который работал в Каталонии приблизительно в 1510—1525 годах.

## Галерея

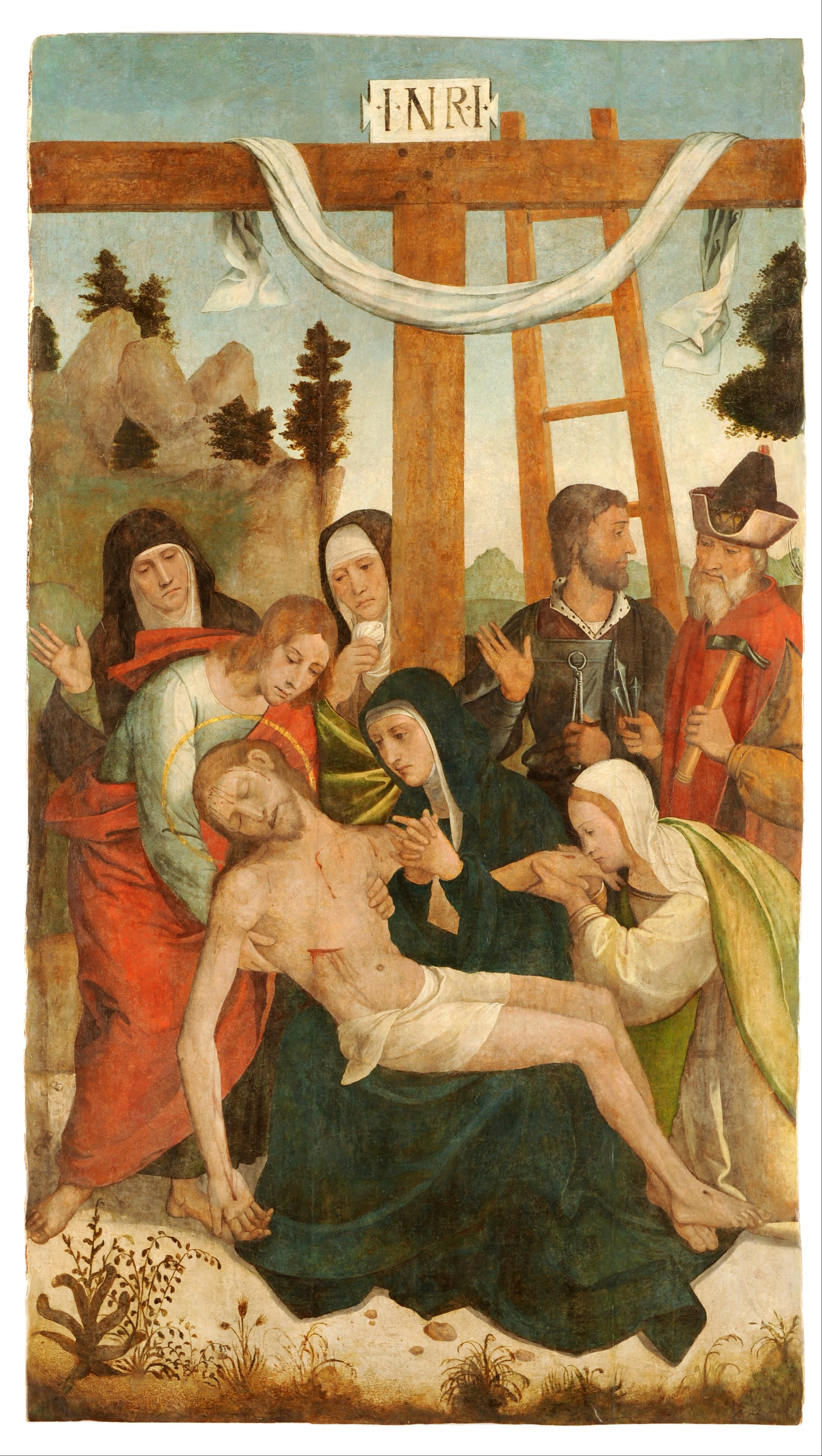
Снятие с креста (авторство Боргоньи предположительно)
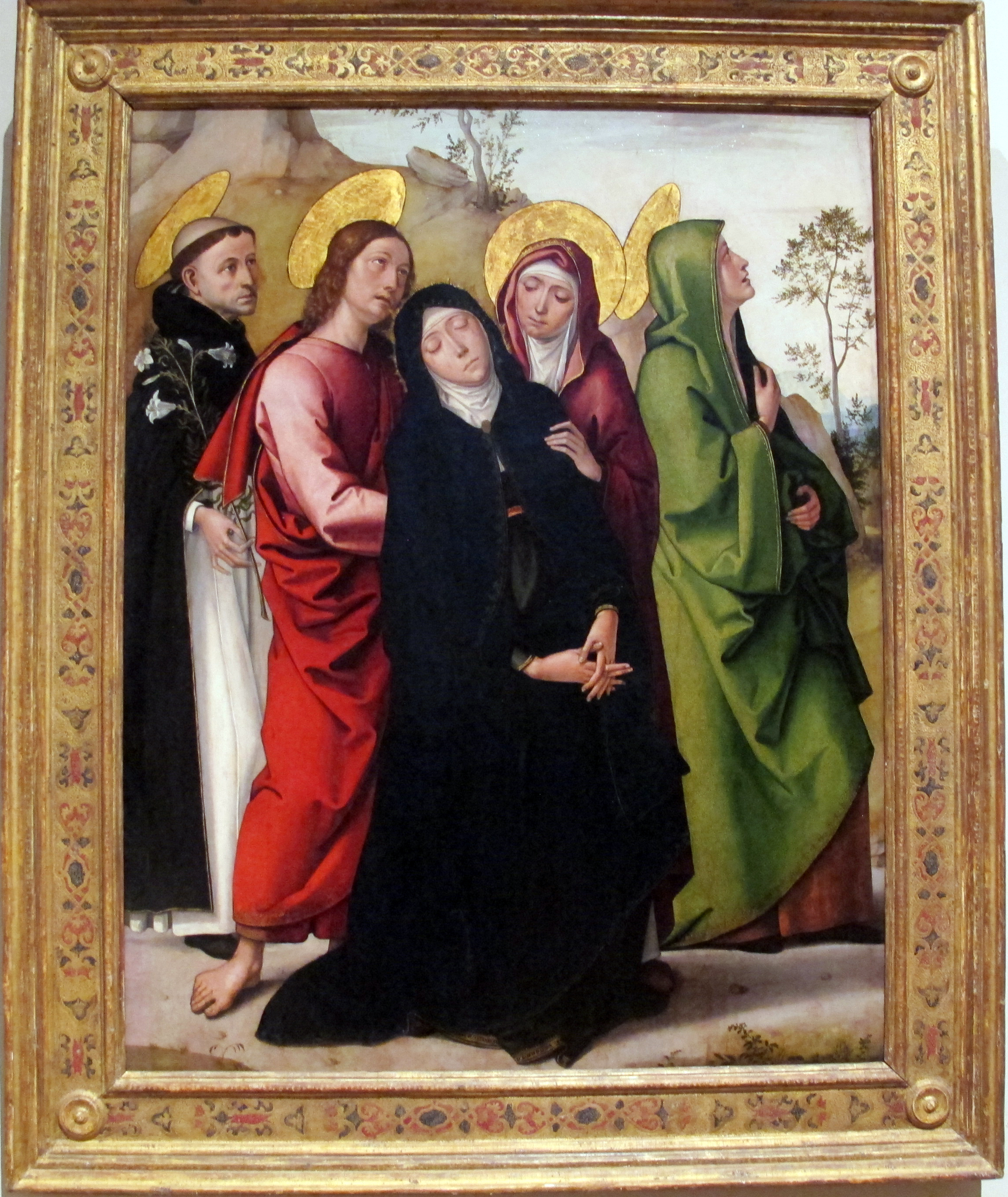
Мадонна у подножия Распятия со своими спутниками и предстоящим святым Домиником.
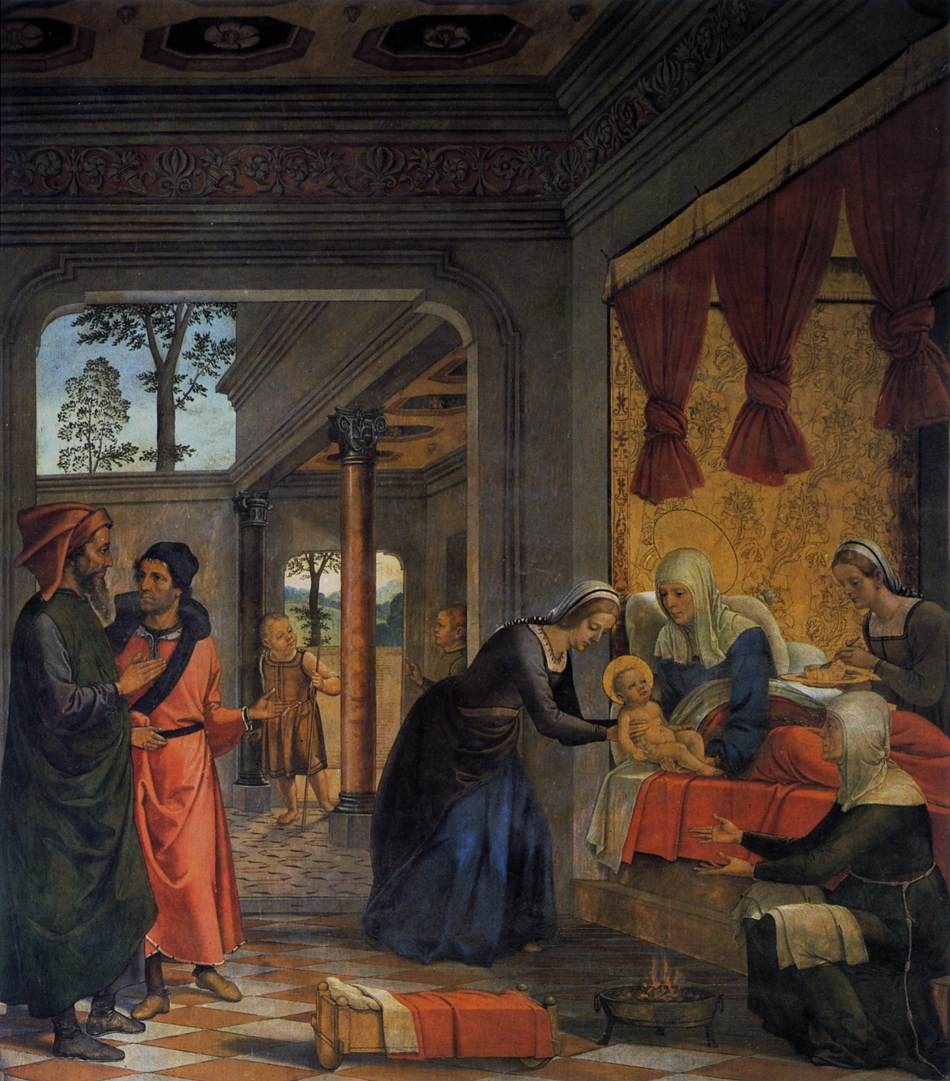
Рождество Девы Марии
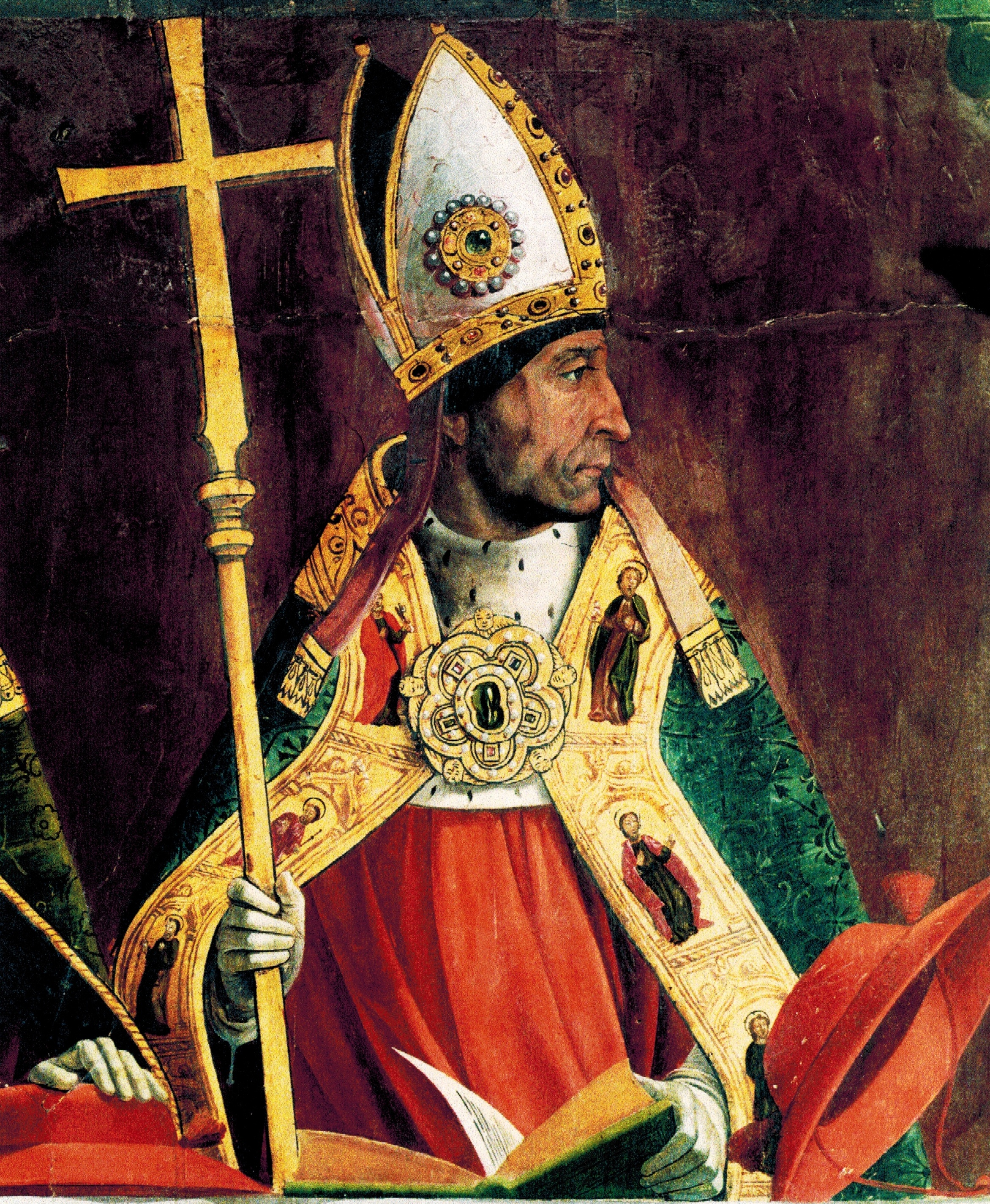
Кардинал Сиснерос
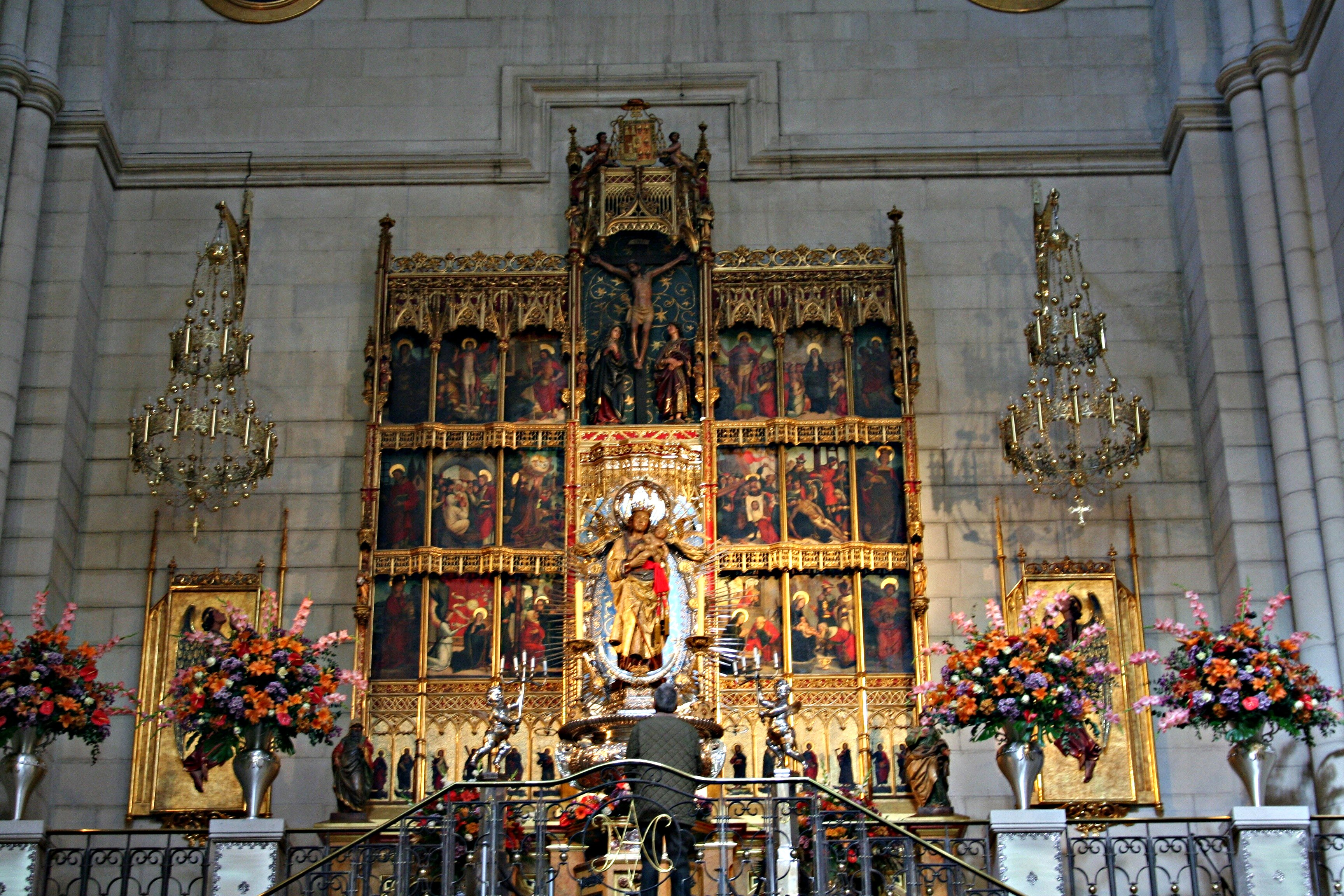
Иконостас одного из боковых приделов собора Альмуден (Мадридского собора).
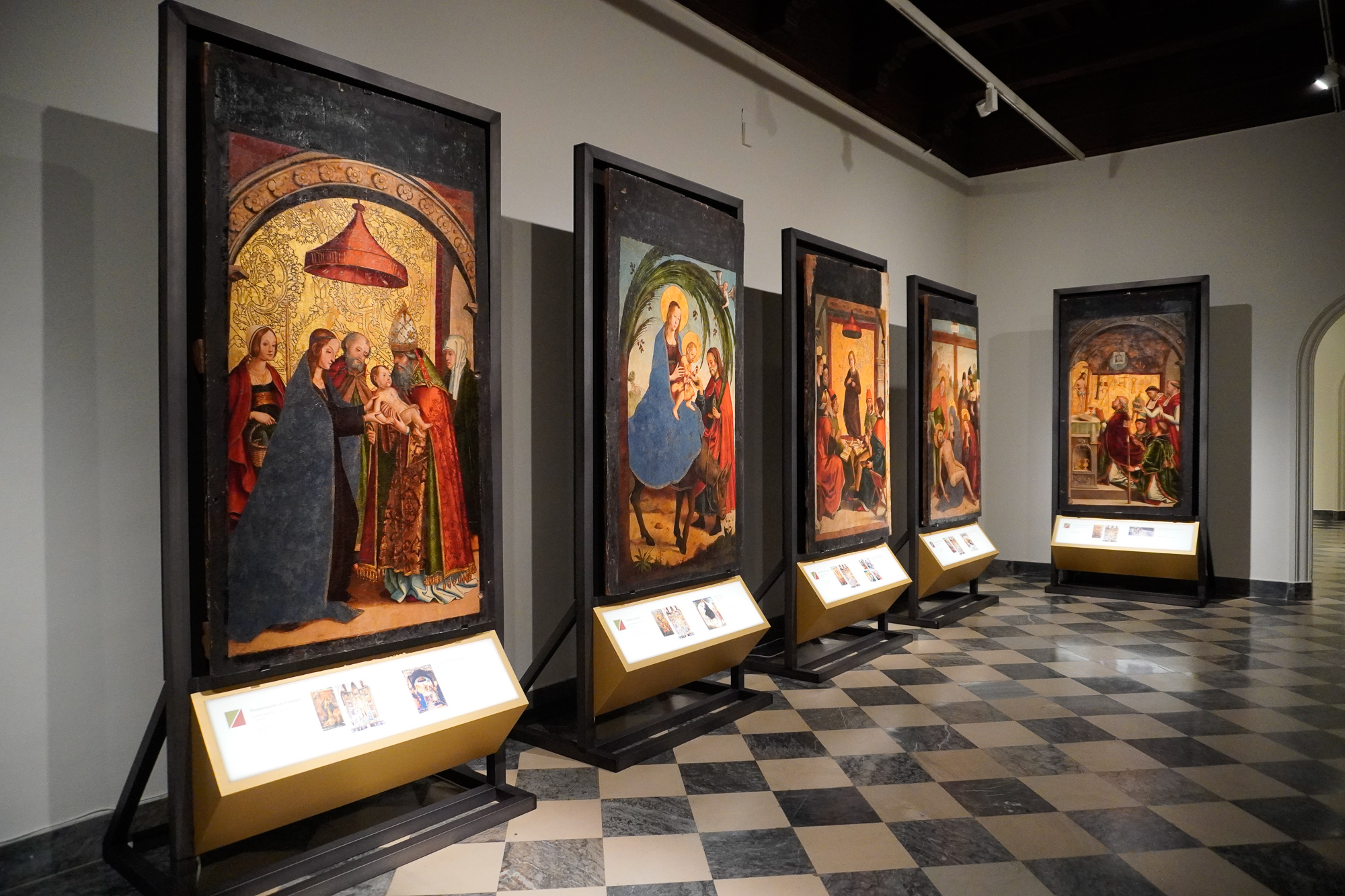
Экспозиция картин Хуана де Боргоньи в одном из музеев Толедо.